# Kolín III
Kolín III, Kouřimské Předměstí, je část města Kolín v okrese Kolín. Nachází se na jihu Kolína. Prochází zde silnice II/125. Dominantou je budova gymnázia a nemocnice. V roce 2011 zde bylo evidováno 391 adres. Trvale zde žije 3536 obyvatel.
Kolín III leží v katastrálním území Kolín o výměře 23,47 km2.